# Renault Vel Satis

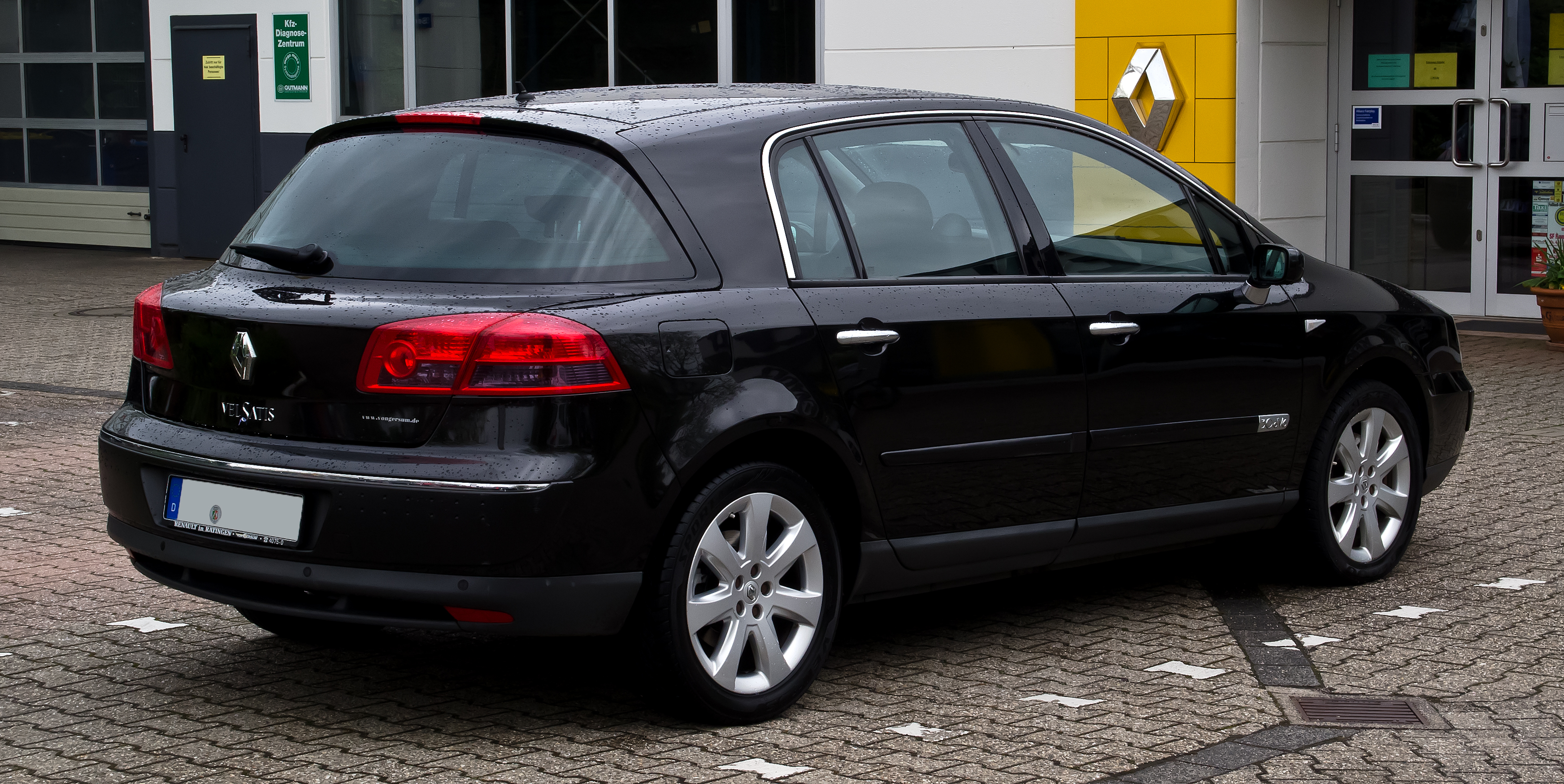
Renault Vel Satis

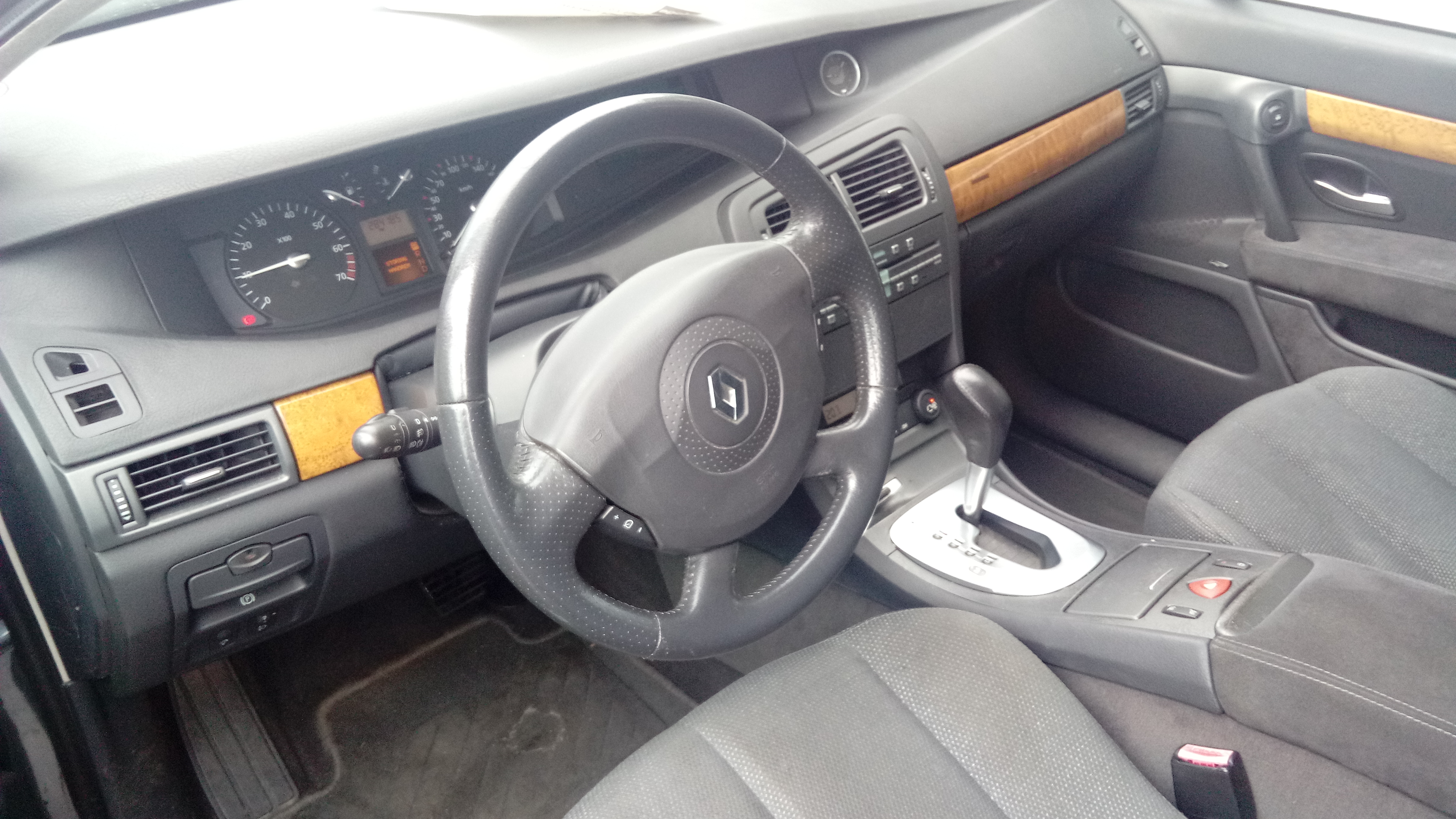

Renault Vel Satis — бізнес хетчбек-французької компанії Renault. Вперше був представлений в 2001 році на Женевському салоні. Назва Vel Satis є абревіатурою слів Velocity (швидкість) і Satisfaction (задоволення). Спеціально підготовлена версія Vel Satis використовується президентом Франції. До особливостей автомобіля можна віднести його висоту, яка більша ніж у конкурентів. За результатами краш тесту Euro NCAP отримав 5 зірок.
До переліку стандартного обладнання хетчбеку відносяться: антиблокувальна гальмівна система, сигналізація, литі диски коліс, CD-програвач, клімат-контроль, круїз-контроль, подушки безпеки, дзеркала з електроприводом та підігрівом, складні задні сидіння, передні та задні вікна з електроприводом, передні протитуманні вогні, фіксатори дитячого кріслаIsofix, функція дистанційного закривання дверей та протибуксувальна система. В залежності від версії покупець отримує: задні ремені безпеки, CD-чейнджер, тканинну або шкіряну обшивку сидінь, водійське сидіння з електроприводом, пасажирське сидіння з електроприводом, підігрів сидінь, омивачі фар, сенсори паркування, супутникову навігацію та запасне колесо.
29 серпня 2009 року виробництво Vel Satis припинено, всього виготовлено 62 201 автомобілів.

## Двигуни
Доступний з різними двигунами:
- Турбований 2.0 F4Rt I4 T (16-клапанний)
- 3.5 VQ35DE V6 (24-клапанний)
- Турбодизель 2.0 M9R dCi I4 (16-клапанний)
- Турбодизель 2.2 G9T dCi I4 (16-клапанний)
- Турбодизель 3.0 P9X dCi V6 (24-клапанний)